# Lafe McKee
Lafe McKee, nato Lafayette Stocking McKee (Morrison, 23 gennaio 1872 – Temple City, 10 agosto 1959), è stato un attore statunitense.

## Biografia
Nella sua carriera cinematografica, iniziata negli anni dieci, prese parte a oltre quattrocento film.

### Vita privata
Era sposato con Lelah Underwood, da cui ebbe tre figli: Lucille, nata nel 1906, Joe, del 1911 e Dick, del 1925.

## Filmografia

### Attore

#### 1912
- All on Account of Checkers, regia di Otis B. Thayer – cortometraggio (1912)
- The Three Valises, regia di Richard Garrick  – cortometraggio (1912)
- The Wreck of the Vega, regia di George L. Cox – cortometraggio (1912)
- Betty Fools Dear Old Dad, regia di Oscar Eagle – cortometraggio (1912)
- The House of His Master, regia di Lem B. Parker – cortometraggio (1912)
- A Detective's Strategy, regia di Lem B. Parker – cortometraggio (1912)
- Bread Upon the Waters, regia di Oscar Eagle – cortometraggio (1912)
- The Awakening, regia di Hobart Bosworth e Hardee Kirkland – cortometraggio (1912)
- Her Bitter Lesson, regia di Hardee Kirkland – cortometraggio (1912)
- The Lost Inheritance, regia di Hardee Kirkland – cortometraggio (1912)
- The Fire Cop, regia di Hardee Kirkland (1912) – cortometraggio (1912)
- How the 'Duke of Leisure' Reached His Winter Home, regia di Charles H. France – cortometraggio (1912)

#### 1913
- A Loyal Deserter – cortometraggio (1913)
- The False Order, regia di Oscar Eagle – cortometraggio (1913)
- The Lesson, regia di Oscar Eagle – cortometraggio (1913)
- The Understudy, regia di Lorimer Johnston – cortometraggio (1913)
- A Husband Won by Election, regia di Oscar Eagle – cortometraggio (1913)
- The Sands of Time, regia di Lorimer Johnston – cortometraggio (1913)
- Pauline Cushman, the Federal Spy, regia di Oscar Eagle – cortometraggio (1913)
- A Change of Administration, regia di Hardee Kirkland (1913)
- Dixieland, regia di Hardee Kirkland – cortometraggio (1913)
- Roses of Yesterday, regia di Hardee Kirkland – cortometraggio (1913)
- The Post-Impressionists, regia di Hardee Kirkland – cortometraggio (1913)
- The Suwanee River, regia di Hardee Kirkland – cortometraggio (1913)
- The Gold Brick, regia di Charles H. France – cortometraggio (1913)
- Papa's Dream, regia di Charles H. France – cortometraggio (1913)
- A Jolt for the Janitor, regia di Charles H. France – cortometraggio (1913)
- Sweeney's Dream, regia di Charles H. France – cortometraggio (1913)
- Granny's Old Armchair, regia di Hardee Kirkland – cortometraggio (1913)
- Through Another Man's Eyes, regia di Hardee Kirkland – cortometraggio (1913)
- The Devil and Tom Walker, regia di Hardee Kirkland – cortometraggio (1913)
- The Water Rat, regia di Oscar Eagle – cortometraggio (1913)
- Her Way, regia di Hardee Kirkland – cortometraggio (1913)
- The Fifth String – cortometraggio (1913)
- The Finger Print, regia di Oscar Eagle – cortometraggio (1913)
- When May Weds December, regia di Francis J. Grandon – cortometraggio (1913)
- Thor, Lord of the Jungles, regia di Colin Campbell – cortometraggio (1913)
- The Cipher Message, regia di Francis J. Grandon – cortometraggio (1913)
- The Open Door, regia di Norval MacGregor – cortometraggio (1913)
- The Unwelcome Throne, regia di Francis J. Grandon – cortometraggio (1913)
- The Adventures of Kathlyn, regia di Francis J. Grandon - serial cinematografico (1913)
- I Hear Her Calling Me (from the Heart of Africa), regia di F.J. Grandin (Francis J. Grandon) (1913)

#### 1914
- The Two Ordeals, regia di Francis J. Grandon – cortometraggio (1914)
- The Royal Slave, regia di Francis J. Grandon – cortometraggio (1914)
- A Colonel in Chains, regia di Francis J. Grandon – cortometraggio (1914)
- Three Bags of Silver, regia di Francis J. Grandon – cortometraggio (1914)
- The Garden of Brides, regia di Francis J. Grandon – cortometraggio (1914)
- The Cruel Crown, regia di Francis J. Grandon – cortometraggio (1914)
- The Spellbound Multitude, regia di Francis J. Grandon – cortometraggio (1914)
- The Warrior Maid, regia di Francis J. Grandon – cortometraggio (1914)
- The Forged Parchment, regia di Francis J. Grandon – cortometraggio (1914)
- The King's Will, regia di Francis J. Grandon – cortometraggio (1914)
- The Court of Death, regia di Francis J. Grandon – cortometraggio (1914)
- The Leopard's Foundling, regia di Francis J. Grandon e Kathlyn Williams – cortometraggio (1914)
- Meller Drammer, regia di E.A. Martin – cortometraggio (1914)
- To Be Called For, regia di Francis J. Grandon – cortometraggio (1914)
- Jim, regia di Francis J. Grandon – cortometraggio (1914))
- The Livid Flame, regia di Francis J. Grandon – cortometraggio (1914)
- The Fifth Man, regia di Francis J. Grandon – cortometraggio (1914)
- Four Minutes Late, regia di Francis J. Grandon – cortometraggio (1914)
- Garrison's Finish, regia di Francis J. Grandon – cortometraggio (1914)
- Rosemary, That's for Remembrance, regia di Francis J. Grandon – cortometraggio (1914 )
- If I Were Young Again, regia di Francis J. Grandon – cortometraggio (1914)
- The Soul Mate, regia di Francis J. Grandon – cortometraggio (1914)
- The Lure of the Windigo, regia di Francis J. Grandon – cortometraggio (1914)
- Wade Brent Pays, regia di Francis J. Grandon – cortometraggio (1914)

#### 1915
- Lassoing a Lion, regia di Tom Santschi – cortometraggio (1915)
- His Fighting Blood, regia di Tom Santschi – cortometraggio (1915)
- The Primitive Way, regia di Tom Santschi – cortometraggio (1915)
- The Red Blood of Courage, regia di Tom Santschi – cortometraggio (1915)
- The Guardian's Dilemma, regia di Tom Santschi – cortometraggio (1915)
- The Fork in the Road, regia di Tom Santschi – cortometraggio (1915)
- The Jungle Stockade, regia di Tom Santschi – cortometraggio (1915)
- The Great Experiment, regia di Tom Santschi – cortometraggio (1915)
- The Lion's Mate, regia di Tom Santschi – cortometraggio (1915)
- The Two Natures Within Him, regia di Tom Santschi – cortometraggio (1915)
- The Jaguar Trap, regia di Tom Santschi – cortometraggio (1915)
- How Callahan Cleaned Up Little Hell, regia di Tom Santschi – cortometraggio (1915)
- The Girl and the Reporter, regia di Tom Santschi – cortometraggio (1915)
- The Octopus, regia di Tom Santschi – cortometraggio (1915)
- The Heart of Paro, regia di Tom Santschi – cortometraggio (1915)
- In the King's Service, regia di Tom Santschi – cortometraggio (1915)
- The Man with the Iron Heart, regia di George Nichols – cortometraggio (1915)
- The Blood Seedling, regia di Tom Santschi – cortometraggio (1915)
- The Vengeance of Rannah, regia di Tom Santschi – cortometraggio (1915)
- Young Love, regia di Tom Santschi – cortometraggio (1915)
- A Jungle Revenge, regia di Tom Santschi – cortometraggio (1915)
- The Baby and the Leopard, regia di Tom Santschi – cortometraggio (1915)

#### 1916
- The Adventures of Kathlyn, regia di Francis J. Grandon (1916)
- Wives of the Rich, regia di Thomas N. Heffron – cortometraggio (1916)
- The Ancient Blood, regia di Charles Bartlett (1916)
- The Five Franc Piece, regia di Francis J. Grandon – cortometraggio (1916)

#### 1917
- A Brother's Sacrifice, regia di Francis J. Grandon – cortometraggio (1917)
- The Greater Punishment, regia di Francis J. Grandon – cortometraggio (1917)
- The Lad and the Lion, regia di Alfred E. Green (1917)
- In the Talons of an Eagle, regia di Francis J. Grandon – cortometraggio (1917)
- The Sole Survivor, regia di Francis J. Grandon – cortometraggio (1917)
- Pioneer Days, regia di Oscar Eagle – cortometraggio (1917)
- The Voice That Led Him, regia di Francis J. Grandon (1917)
- A Man, a Girl, and a Lion, regia di Francis J. Grandon – cortometraggio, soggetto (1917)

#### 1918
- The City of Purple Dreams, regia di Colin Campbell (1918)
- The Price of Folly (1918)
- Phantom Fame (1918)
- Counterfeit Clues (1918)
- The Cat's Paw (1918)
- The Sin of Innocence (1918)
- Sold for Gold (1918)
- In Poverty's Power (1918)
- The Rebound (1918)
- Shifting Sands (1918)
- The Silent Rider, regia di Clifford Smith (1918)
- Little Orphant Annie, regia di Colin Campbell (1918)

#### 1919
- Charge It to Me
- Nei bassi fondi (The Hoodlum), regia di Sidney Franklin (1919)

#### 1920
- L'infernale (The Daredevil), regia di Tom Mix

#### 1922
- Silver Spurs, regia di Henry McCarty e James Leo Meehan (1922)
- The Jungle Goddess
- Buffalo Bill (In the Days of Buffalo Bill), regia di Edward Laemmle (1922)
- Blazing Arrows, regia di Henry McCarty (1922)

#### 1923
- Blood Test
- Hyde and Zeke
- The Lone Wagon
- Fighting Jim Grant

#### 1924
- Mile-a-Minute Morgan
- The Eagle's Claw
- Western Grit
- Circus Lure
- Rainbow Rangers
- Pot Luck Pards
- Hard-Hittin' Hamilton
- Bringin' Home the Bacon
- Battling Brewster
- Thundering Romance

#### 1925
- Full Speed
- Slow Dynamite
- On the Go
- The Power God
- Double Action Daniels
- The Mystery Box
- The Human Tornado
- Pursued, regia di Dell Henderson (1925)
- Kit Carson Over the Great Divide
- Saddle Cyclone
- Sporting Life, regia di Maurice Tourneur (1925)
- Warrior Gap
- Triple Action

#### 1926
- Fort Frayne, regia di Ben F. Wilson (come Ben Wilson)
- Three Pals, regia di Wilbur McGaugh e Bruce Mitchell (come Bruce M. Mitchell)
- The Bandit Buster, regia di Richard Thorpe (1926)

- Partners of the Trail, regia di Wallace Fox (1931)

#### 1935
- The Keeper of the Bees, regia di Christy Cabanne (1935)

#### 1936
- Step on It, regia di Harry S. Webb (1936)
- Pantere rosse
- The Mysterious Avenger, regia di David Selman (1936)
- The Kid Ranger
- Dangerous Waters, regia di Lambert Hillyer (1936)
- The Bridge of Sighs, regia di Phil Rosen (1936)
- The Little Red Schoolhouse
- Silly Billies
- Heroes of the Range
- È arrivata la felicità (Mr. Deeds Goes to Town), regia di Frank Capra (1936)
- Lightnin' Bill Carson
- Roamin' Wild
- For the Service
- Last of the Warrens
- The Cowboy and the Kid
- Il sentiero solitario (The Lonely Trail), regia di Joseph Kane (1936)
- Il cavaliere senza paura (The Fugitive Sheriff), regia di Spencer Gordon Bennett (1936)
- Easy Money, regia di Phil Rosen (1936)
- The Phantom Rider, regia di Ray Taylor (1936)
- Giustizia!
- The Idaho Kid
- Santa Fe Bound
- Missing Girls
- Men of the Plains
- Red Lights Ahead

#### 1937
- The Feud of the Trail

#### 1940
- Music in My Heart, regia di Joseph Santley (1940)
- Pioneer Days
- Pioneers of the Frontier
- The Cheyenne Kid, regia di Bernard B. Ray (1940)
- Wild Horse Valley
- I pascoli dell'odio (Santa Fe Trail), regia di Michael Curtiz (1940)

#### 1941/1944
- Arriva John Doe (Meet John Doe), regia di Frank Capra (1941)
- Inside the Law, regia di Hamilton MacFadden (1942)
- Kid Dynamite, regia di Wallace Fox (1943)
- Mission to Moscow, regia di Michael Curtiz (1943)
- Wells Fargo Days, regia di Mack V. Wright (1944)